# Ligne Palézieux – Bulle – Montbovon
La ligne de Palézieux à Montbovon via Bulle est une ligne de chemin de fer à écartement métrique et à voie unique électrifiée du réseau des Transports publics fribourgeois. Elle relie Palézieux-Gare à Montbovon via Châtel-Saint-Denis et Bulle, importante localité du canton de Fribourg. Elle est desservie par les trains du RER Fribourg.

## Historique

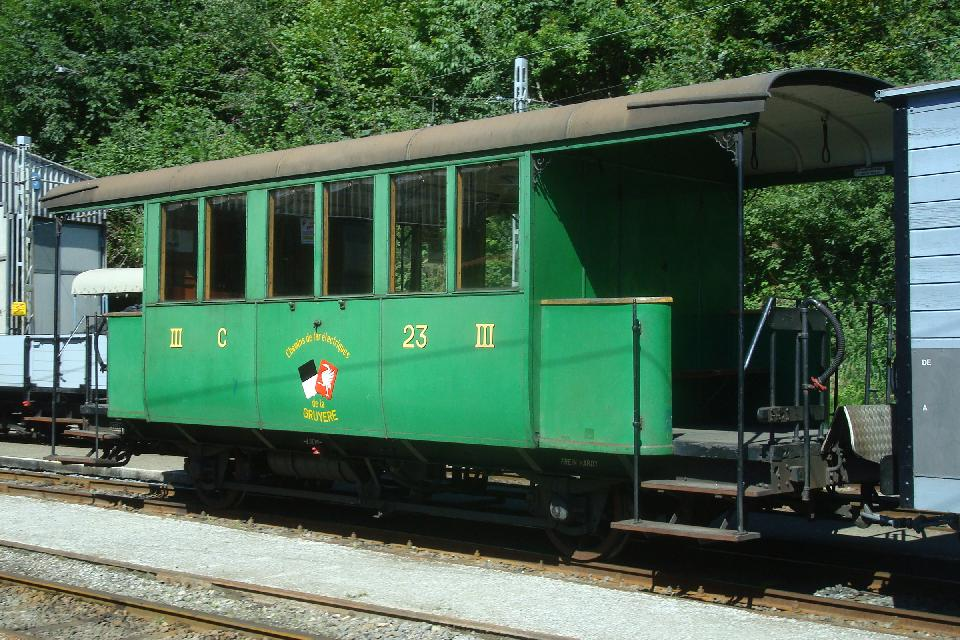
Ancienne voiture de la compagnie CP, préservée sur le chemin de fer Blonay-Chamby.

La compagnie du chemin de fer Châtel-Saint-Denis - Palézieux (CP) a reçu la concession d'un chemin de fer de 6,7 km, entre les villes de Châtel-Saint-Denis et Palézieux. 
Cette ligne à voie métrique est mise en service le 29 avril 1901, elle utilise la traction électrique. En 1903, la compagnie CP confie l'exploitation de la ligne Châtel-Saint-Denis - Palézieux aux Chemins de fer électriques de la Gruyère (CEG). 
Les chemins de fer électriques de la Gruyère (CEG) ouvrent les tronçons Châtel-Saint-Denis – Vuadens et La Tour-de-Trême – Montbovon le 23 juillet 1903. Ces tronçons sont isolés. La gare de Châtel-Saint-Denis était commune aux deux compagnies. Les CEG ouvrent le dernier tronçon, Vuadens – Bulle – La Tour-de-Trême, le 14 juillet 1904. En 1907, la compagnie CEG absorbe la compagnie CP,,.
En 1942, les CEG sont intégrés à la compagnie des Chemins de fer fribourgeois, qui prend pour sigle GFM, Gruyère - Fribourg - Morat, créée par la fusion des compagnies suivantes : 
- les chemins de fer électrique de la Gruyère ;
- le chemin de fer Fribourg-Morat-Anet (FMA) ;
- le chemin de fer Bulle - Romont (BR).

Le 1er janvier 2000, les GFM ont fusionné avec la compagnie des Transports en commun de Fribourg (TF) pour former les Transports publics Fribourgeois (TPF).
À l'origine, l'exploitation des lignes de Palézieux à Châtel-Saint-Denis et de Châtel-Saint-Denis à Montbovon était assurée séparément par deux compagnies distinctes, elles sont aujourd'hui considérées par l'Office fédéral des transports comme une seule et même infrastructure portant le numéro 253,. Néanmoins, les points kilométriques sont remis à zéro à Châtel-Saint-Denis en direction de Montbovon. 
La gare de Châtel-Saint-Denis a été entièrement remaniée afin de supprimer le rebroussement des trains du RER Fribourg reliant Palézieux à Bulle,. Cet aménagement, inauguré le 14 décembre 2019, a permis de gagner 3 minutes sur le temps de trajet entre Palézieux et Bulle. Ces travaux ont démarré en août 2017 et ont été terminés avec un mois de retard, pour une ouverture le 1er décembre 2019,,. Durant les huit derniers mois de travaux, la ligne a été entièrement fermée entre Palézieux et Châtel-Saint-Denis, ce qui a permis de procéder dans le même temps à la rénovation des gares de Palézieux, Bossonnens et Remaufens.

## Tracé
En raison de la nature des régions traversées, cette ligne a un profil difficile avec des déclivités atteignant 32 ‰. La ligne est équipée d'une signalisation automatique de type block gérée par un enclenchement Eurolocking,.
La ligne est électrifiée en courant continu 900 V dès la mise en service en 1901,.

### De Palezieux à Bulle
La ligne quitte la gare de Palézieux pour entrer quelques centaines de mètres plus loin dans le canton de Fribourg, dans le district de la Veveyse. Cette section est en rampe continue de 27 ‰ puis 20 ‰ jusqu'à l'entrée en gare de Remaufens. Ensuite, vient la plus forte rampe de 32 ‰, jusqu'à la gare de Châtel-Saint-Denis. 

### De Châtel-Saint-Denis à Bulle
Le profil de la ligne est ensuite en dents de scie, l'environnement étant plus vallonné, avec des pentes et des rampes pouvant encore atteindre 30 ‰ jusqu'en gare de la Verrerie. Alors que l'on entre dans le district de la Gruyère, la ligne évolue à proximité de l'autoroute A12 suivant un profil majoritairement en pente jusqu'à Bulle. 

### De Bulle à Montbovon
En quittant la gare de Bulle, la descente continue jusqu'en gare du Pâquier-Montbarry. 
On retrouve une rampe pour atteindre la gare de Gruyères, qui précède une section en descente menant à la gare d'Enney ponctuée de courbes à faible rayon et de deux tunnels. 
Ensuite, on longe la route de l'Intyamon en accotement avec un profil majoritairement en rampe, variant au maximum de 17 ‰ à 28 ‰, valeur atteinte dans la montée entre Enney et la gare de Villars-sous-Mont. Entre Lessoc et Montbovon, on trouve des rampes de 25 ‰ et des pentes de 11 ‰ le long du lac de Lessoc.

## Projets
En vue de l'amélioration du temps de trajet, il a été décidé d'inscrire au plan de financement ferroviaire 2021-2024 le déplacement de la gare de Semsales à environ 200 mètres plus au nord, en-dehors du village homonyme, à proximité de l'autoroute A12, ce qui permettra de corriger le tracé de la ligne pour la rendre plus rectiligne afin d'augmenter la vitesse limite de l'infrastructure. Cette nouvelle gare devrait également être accessible aux personnes à mobilité réduite,.
Dans le cadre du même plan de financement, il est prévu de rénover l'ensemble des gares entre Bulle et Montbovon afin de les rendre accessibles aux personnes à mobilité réduite et se conformer à la loi LHand, ainsi que la gare de Vuadens-Sud,. En outre, la voie de croisement de la gare de la Verrerie devrait être supprimée, tandis que celle de la gare de Vaulruz-Sud sera conservée avec aménagement de deux quais latéraux, eux aussi accessibles aux personnes à mobilité réduite.